# Międzynarodowy Dzień Romów
Międzynarodowy Dzień Romów (rom. International Roma Day) – święto romskie obchodzone corocznie 8 kwietnia ustanowione na IV Kongresie Międzynarodowego Związku Romów (International Romani Union, IRU) w Jadwisinie k. Serocka w 1990 roku, który odbył się pod patronatem UNESCO.
Dzień obchodów upamiętnia pierwsze spotkanie przedstawicieli Romów z 25 państw, które odbyło się 8 kwietnia 1971 roku pod Londynem.
Pierwszy Światowy Kongres Romów zainaugurował działalność Światowej Rady Romów, która zwróciła się do państw członkowskich Organizacji Narodów Zjednoczonych, aby uznały Romów za mniejszość narodową. Powołany został Międzynarodowy Komitet Cyganów, ustalono flagę i hymn.
Wszystkie te wydarzenia łączy jeden dzień, świętowany jako Międzynarodowy Dzień Romów, nie tylko przez nich samych, ale także przez miłośników kultury romskiej. Obchody Dnia wspierane są na szczeblu międzynarodowym przez międzynarodowe organizacje romskie, Radę Europy, Organizację Bezpieczeństwa i Współpracy w Europie oraz Komisję Europejską.
Obchody są okazją do poszerzenia świadomości o narodzie romskim, jego zwyczajach i tradycjach (romanipen) oraz poznania problemów, z jakimi borykają się we współczesnym świecie.
W ramach Muzeum Ziemi Tarnowskiej funkcjonuje Muzeum Etnograficzne w Tarnowie, gromadzące zbiory, dokumentację naukową i ikonografię dotyczącą Romów. Od 1979 roku znajduje się tu jedyna w świecie stała wystawa poświęcona Romom.